# Lygotj
Lygotj o Lojotch (en ruso: Лыго́тх, Лохотч, en adigué: Шоджико; Shodzhiko) es un aul shapsug del distrito de Lázarevskoye de la unidad municipal de la ciudad de Sochi del krai de Krasnodar, en el sur de Rusia. Está situado en la confluencia de un pequeño torrente (que le separa de Kalezh) en la orilla izquierda del río Ashé, una decena de kilómetros tierra adentro desde la costa nordeste del mar Negro, 55 km al noroeste de Sochi y 118 km al sureste de Krasnodar, la capital del krai. Tenía 43 habitantes en 2010.
Pertenece al ókrug rural Lygotjski.

## Historia
Antes de la guerra del Cáucaso (1817-1864) se desarrolló en el cauce medio e inferior del valle del río Ashé uno de los mayores aules shapsug, Lygotj o Logotj (Лохотх, Лыготх, probablemente del adigué: "monte quemado"), cuyo control se extendía desde el moderno aul de Kalezh ("antigua fortaleza") 20 km aguas arriba del Ashé, formando nueve aldeas tribales. Tras su derrota el asentamiento queda deshabitado, y muchos de sus habitantes emigran, tanto al Imperio otomano como a otras partes del krai.
A partir de entonces su historia va ligada a la de Kalezh (seló Krasnoaleksándrovskoye, fundado en 1869). No antes de 1925 es distinguido como jútor Treti Krasnoaleksándrovskoye. Entre el 26 de diciembre de 1962 y el 12 de enero de 1965 formó parte del raión de Tuapsé. El 1 de marzo de 1993 fue rebautizado como aul Lygotj por ukaz del Soviet Supremo de Rusia.

## Lugares de interés
Alrededor de la localidad se hallan los numerosos dólmenes del valle del río Ashé. Del otro lado del río hay una cueva, conocida como Peshchera vedm (Пещера ведьм). En el valle del río y sus afluentes se forman varias cascadas.
En la localidad se halla el Museo "Granja de los Shapsug del Mar Negro".

## Transporte
Río abajo, en la desembocadura en la costa del mar Negro en el mikroraión Ashé, se halla una plataforma ferroviaria de la línea Tuapsé-Sujumi de la red del ferrocarril del Cáucaso Norte y la carretera federal M27 Dzhubga-frontera abjasa.
El autobús nº159 conecta la localidad con Lázarevskoye.